# Monolepta sexlineata
Monolepta sexlineata là một loài bọ cánh cứng trong họ Chrysomelidae. Loài này được Chujo miêu tả khoa học năm 1938.